# Edward James Glave

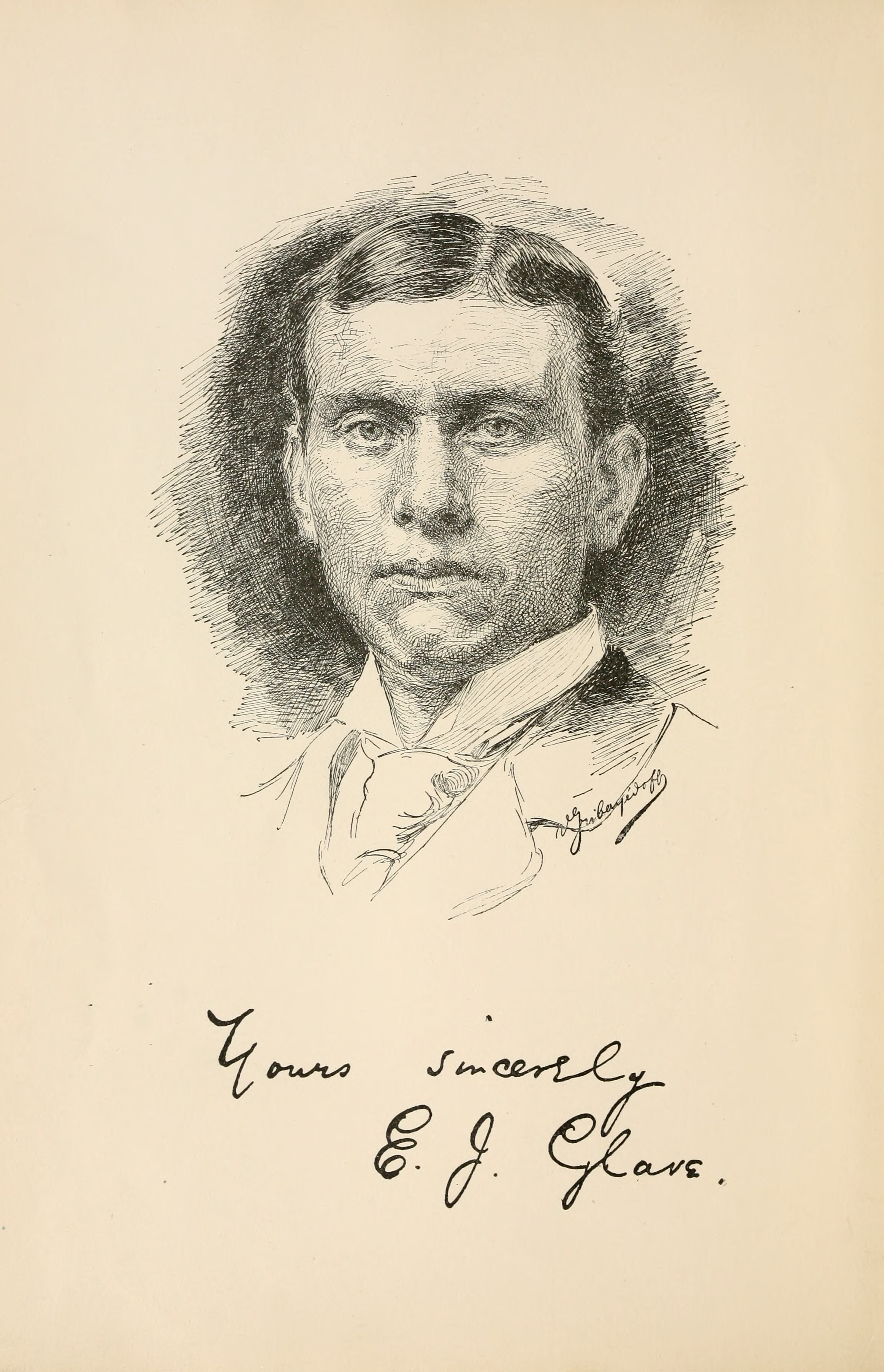
Edward James Glave

Edward James Glave (* 13. September 1863 in Ripon; † 12. Mai 1895 in Matadi) war ein englischer Abenteurer, Autor und Journalist.

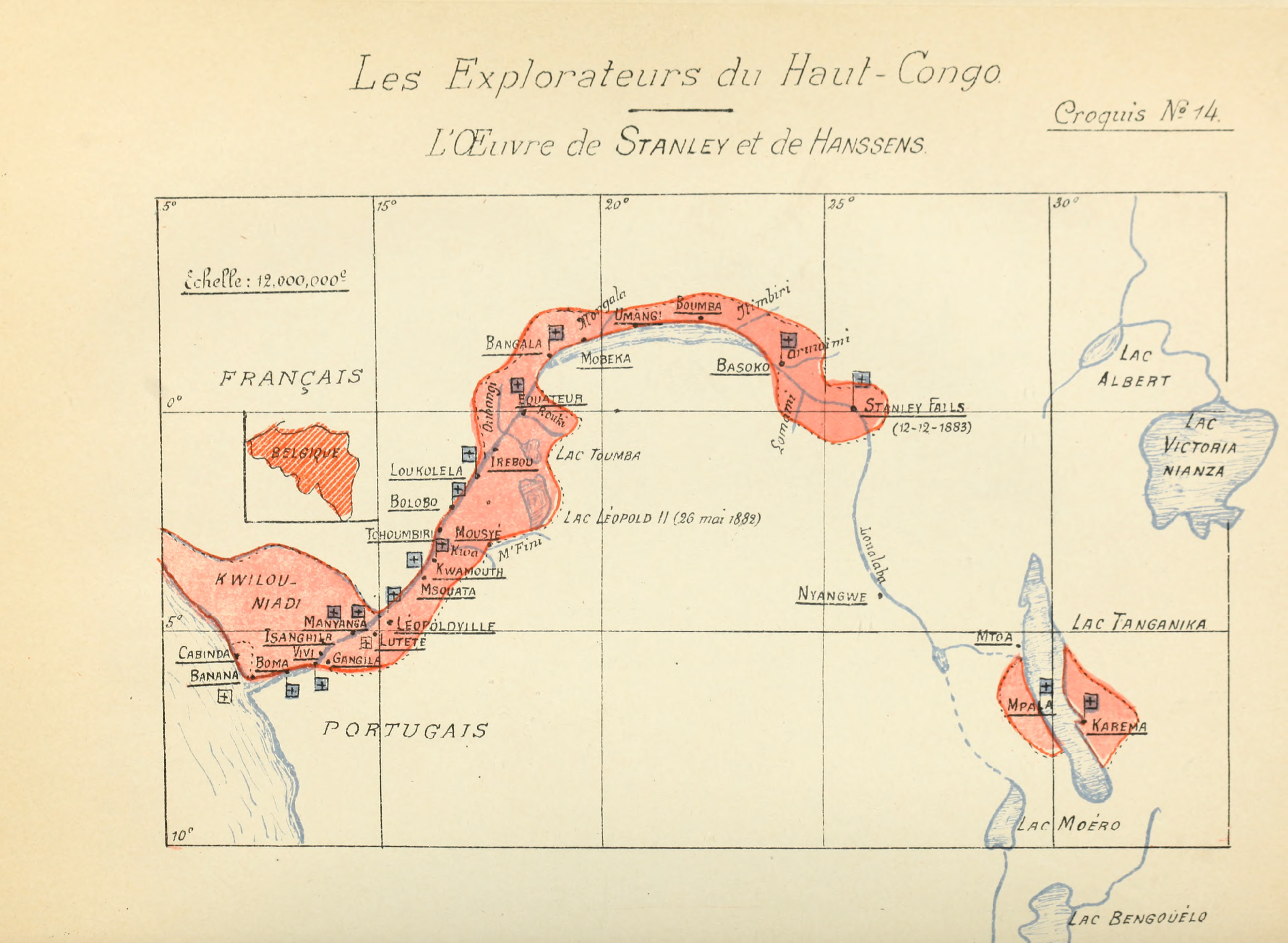
Karte der Erforschungen im Kongogebiet

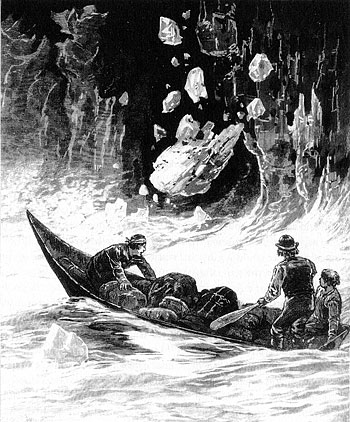
Glaves Zeichnung zur Alaskaexpedition

## Leben
Nach seinem Schulabschluss wurde Glave Verwaltungsangestellter in London, was ihn aber persönlich nicht sonderlich erfüllte. Er trat in die Dienste des Kongo-Freistaats und kam am 12. Juni 1883 in Vivi an. Der für die Erschließung des Kongos verantwortliche Henry Morton Stanley war beeindruckt von dem jungen Glave Stanley, der keine eigenen Kinder hatte, sah später in Glave seinen Ziehsohn. Glave durfte Stanley auf der Expedition den Kongo hinauf begleiten. In Lukolela sollte Glave eine Station aufbauen, während Stanley weiterfuhr. Glave baute die Station auf und er schaffte es auch, gute Kontakte zu den Einheimischen zu knüpfen. Er blieb zwei Jahre in Lukolela; am 2. November 1885 wurde er zum Leiter der Station Bolobo und einen Monat später zum Leiter der Station Equator (heute Mbandaka) ernannt. Als im April 1886 sein Vertrag mit dem Kongo-Freistaat auslief, kehrte er am 10. Juni 1886 nach England zurück. Glave bot darauf seine Dienste dem US-amerikanischen Diplomaten und Geschäftsmann Henry Shelton Sanford an und war seit 1887 wieder im Kongo. 1889 kehrte er erneut nach England zurück.
Glave ging in die Vereinigten Staaten, wo er Vorträge über seine Afrikaerlebnisse hielt. In New York schloss er sich 1890 einer von Frank Leslie’s Illustrated Newspaper gesponserten Expedition nach Alaska und British Columbia an. Seine Teilnahme wurde von der Zeitung werblich genutzt. Er war der stellvertretende Leiter und Zeichner der Expedition. Glaves Reiseberichte wurden in der Zeitung abgedruckt. Im darauffolgenden Jahr erfolgte die zweite Expedition über den Chilkoot Pass.
Nach seinen Reisen auf dem amerikanischen Kontinent wollte Glave wieder nach Afrika, diesmal um über den Sklavenhandel zu berichten. Mit Stanleys Hilfe gelang es ihm, das amerikanische The Century Magazine zu überzeugen, ihm die Expedition zu finanzieren. Am 25. Juni 1893 verließ Glave London. Seine Route begann an der Ostküste Afrikas an der Rovuma-Mündung. Glave gelang es, am Bangweulusee den sogenannten „Livingstone-Baum“ zu finden, den Baum, an dem des Herz des David Livingstone begraben ist. Über den Kongo erreichte er Lukolela, den Ort, den er vor Jahren aufgebaut hatte. Er sammelte Material für seinen Bericht über die grausamen Zustände unter der belgischen Herrschaft. Dieser wurde jedoch erst nach seinem Tod veröffentlicht. Er starb am 12. Mai 1895 in Matadi.

## Schriften
- In: „Frank Leslie’s Illustrated Newspaper“
- In savage Africa or, Six years of adventure in Congo-land, 1892
- Life in the Wilds of Central Africa, in: Journal of the American Geographical Society, Januar 1893
- In: „The Century Magazine“